# Сариарка (хокейний клуб)
Хокейний клуб «Сариарка» (каз. Хоккей клубы «Сарыарқа») — хокейний клуб з м. Караганда, Казахстан. Заснований у серпні 2006 року. Виступає у чемпіонаті Вищої хокейної ліги. 
Чемпіон Казахстану (2010). Фіналіст Кубка Казахстану (2008), чемпіон Росії серед команд першої ліги (2008), бронзовий призер (2007), переможець II Зимової Спартакіади Казахстану (2009).
Домашні матчі проводить у Льодовому палаці «Караганди-Арена» (5500).

## Історія
Хокейний клуб «Сариарка» створений за рішенням Акіма Карагандинської області у серпні 2006 року. У дебютному сезоні команда виступала у Відкритому Всеросійському змаганні з хокею серед команд 1 ліги (дивізіон «Сибір-Далекий Схід»). За підсумками сезону команда посіла третє місце. У внутрішньому чемпіонаті «Сариарка» фінішувала на четвертому місці.
В сезоні 2007—08 років, команда знову виступала у першості Росії серед команд першої ліги. У тому сезоні карагандинська «Сариарка» значно оновилась, керівництвом команди перед головним тренером Галимом Мамбеталієвим була поставлена задача потрапляння у трійку призерів. Сезон команда провела досить впевнено, пробилася у плей-оф, де дійшла до фіналу і у фінальній серії до двох перемог переграла хокейний клуб «Вимпел» з Мєждуреченська — стала чемпіоном Росії серед команд 1 ліги. У чемпіонаті Казахстану «Сариарка» закінчила сезон на шостому місці.
Сезон 2008—09 років став для команди також дебютним. Вперше «Сариарка» виступала у Вікдкритій Всеросійській першості серед команд Вищої ліги (дивізіон «Сибір — Далекий Схід»). У міжсезонні в команді змінився тренер, у керма «Сариарки» став Валерій Тушенцов. Карагандинський клуб сезон закінчив на дев'ятому місці. Перед стартом російської першості, в кінці серпня, в Караганді пройшов кубок Казахстану. За його підсумками «Сариарка» посіла друге місце, володарем Кубка став сатпаєвський «Казахмис». У фінальному етапі Чемпіонату Казахстану команда посіла четверте місце.

## Спонсори
- Апарат акіма Карагандинської області
- Мережа суперупермаркетів «Аян»
- Інформаційна підтримка від журналу «Выбирай»

## Досягнення
- Чемпіон Казахстану (3): 2009—10, 2020–21, 2021–22
- Фіналіст Кубка Казахстану (1): 2008
- Чемпіон Росії серед команд першої ліги (1): 2007—08
- Бронзовий призер чемпіонату Росії серед команд першої ліги (1): 2006—07
- Переможець II Зимової Спартакіади Казахстану (1): 2009